# Zahărul Luduș
Zahărul Luduș este o companie producătoare de zahăr din România.
Zahărul Luduș este deținut în proporție de 88,22% de Ludus Factory Holdings Limited, înregistrată în Marea Britanie, în timp ce Franco Roumanie de Sucrerie, din Franța, deține 7,6% din titluri.
Acțiunile companiei sunt listate la Bursa de Valori București, sub simbolul ZAHC.
Principalii competitori ai companiei pe plan local sunt producatorii Zahărul Liești (grupul Lemarco), Zahărul Oradea, Zahărul Corabia, Marr Sugar Urziceni și Agrana România.
Cifra de afaceri:
- 2007: 42,3 milioane lei (12,6 milioane euro)[1]
- 2006: 13 milioane euro[2]

Venit net:
- 2007: -13,9 milioane lei (4,1 milioane euro) - pierdere[1]
- 2006: 1,5 milioane lei (0,4 milioane euro)[1][2]